# Ултимейт
У̀лтимейт (наричан още „Ултимейт Фризби“) е колективен, безконтактен спорт играещ се с летящ диск (фризби) на терен с дължина 100 m и ширина 37 m. Играе се от два отбора с по 7 души като точки се отбелязват, когато дискът се подаде на съотборник намиращ се в крайната зона на противниковия отбор (на английски: end zone). Част от фундаменталните правила се състоят в това, че играчът държащ диска няма право да се движи, но е свободен да го подаде на всеки свой съотборник намиращ се в рамките на игралното поле. Пресечени пасове и неосъществени такива водят до загуба на диска от атакуващия отбор и той се взема от противниковия отбор.
Още от самото си създаване през 60-те години на 20 век до днес спортът се играе без рефери (с изключение на професионалната лига в САЩ), а се разчита на честната игра и преценка на всеки играч поддържайки по този начин „духа“ на играта (на английски: „spirit of the game“).

## Правила

### Терен
У̀лтимейт е колективен, безконтактен спорт играещ се с летящ диск (фризби). Играе се от 2 отбора с по 7 души на терен с дължина 100 m и ширина 37 m, който завършва с две крайни зони от по 18 m, в които се отбелязват точките.
В САЩ съществуват вариации на размера на терена като Мейджър Ултимейт лигата използва терен с размери 120 yd (110 m) на 53 1/3 yd (49 m), с крайни зони от 20 yd (18 m).

### Диск за ултимейт
Дискът за ултимейт е стандартизиран с тегло от 175 g и фиксиран диаметър от около 27 cm.

### По време на игра
Играта започва като двата отбора застават на гол линиите си и отборът отбелязал последната точка изпълнява начално хвърляне. Веднъж хванал диска, даден играч няма право да се движи, а може да придвижва диска във всяка точка на терена само чрез подаване. Времето от хващането на диска до неговото подаване е 10 сек, като те се отброяват от пазещия го защитник.
Притежанието на диска се сменя при неуспешен пас (пресечен, неточен или паднал на земята такъв) или ако играчът притежаващ диска не успее да подаде до 10 сек.
Точка се отбелязва, когато дискът се улови от състезател в крайната зона на противниковия отбор, като след отбелязана точка двата отбора разменят зоните си.
Самият спорт е свързан с много тичане и по време на игра цялото тяло се напряга максимално.

### Рефериране
В спорта няма съдии (с изключение на професионалната лига в САЩ), а играта се ръководи от самите играчи. Мъже и жени могат да играят заедно, а ако играта е част от турнирен мач това е упоменато предварително (ако е необходимо отборите да са смесени).
Смените са разрешени между точките или при контузия на състезател.
При продължителността на играта има два варианта – фиксирано време или до достигане на определен брой точки.

### Специфични термини
Тъй като играта е измислена в САЩ все още някои основни термини нямат български аналог:
- отброяване на 10 сек от защитник – stall count
- рязък спринт извън група играчи – cut (кът)
- заслон от друг играч – pick (пик)
- крайна зона – end zone
- играч, който предимно подава диска – handler (хендлър)
- играч, който получава пас и търси да се освободи – cutter (кътър)
- плонж за хващане на диска – layout (лейаут)
- зона пазена от защитник – brake side
- зона свободна за пасове – force side
- смяна на притежанието на диска – turnover

## История

### Създаване и начални години
В началото на 50-те години на 20 век в някои места в САЩ се играят подобни игри с метални тави (например такива за пай).
Между 1965 и 1966 година група студенти от колежа в Амхърс (Amherst College) измислят игра с фризби базирана отчасти на американския футбол, баскетбол и европейския футбол, чийто правила до голяма степен съвпадат със съвременните на Ултимейт. Година по-късно идеята е доразвита от Джоуел Силвър по време на следването му в гимназия „Колумбия“, Мапълууд, Ню Джърси. Там през 1968 г. е изиграна и първата игра на Ултимейт.

От тази година следват игри между различните гимназии в САЩ.
През 1975 г. играта навлиза в Канада.
В 1981 г. се въвежда и сегашният вид на летящия диск с тегло от 175 g.
Впоследствие играта се разпространява в много други държави като алтернативен начин на спортуване.
В България спортът навлиза през 2009 г.

### Образуване на ръководните структури, организиране на първенства
През 1979 г. в САЩ е създадена първата организация наречена „Асоциация на играчите по Ултимейт“ (Ultimate Players Association (UPA)). Същата асоциация е преименувана през 2010 г. на Ултимейт САЩ (USA Ultimate).
През 1980 г. в Париж е проведен и първият за Европа турнир на национални отбори спечелен от Финландия, а година по-късно е образувана и Европейската федерация по летящ диск (EFDF), която през 1984 г. прераства и в първата Световна федерация по летящ диск (WFDF).
Първото официално световно първенство е проведено в 1983 г. в Гьотеборг, Швеция.
През 2009 г. е сформирана Европейската Ултимейт федерация като част от EFDF и WFDF.

## Ръководни структури
- Европейска федерация по летящ диск (EFDF)
- Световна федерация по летящ диск (WFDF)
- Европейска Ултимейт федерация, част от EFDF и WFDF

През 2015 г. WFDF е разпозната от Международния олимпийски комитет, което е предпоставка за финансиране и бъдещо участие на Олимпийски игри.

## Стратегии и тактика

### Нападение
При нападението отборите използват различни тактики в зависимост от това какъв трябва да е крайния резултат, като основната цел е да се създадат отворени пространства на терена, за да може хендлъра да подаде диска на свободен играч. Съществуват няколко вида нападение – вертикално подреждане, хоризонтално подреждане, германско нападение, разпръснато нападение, хибридно нападение и т.н. „трифорс“.

#### Вертикално подреждане
Това е един от основните видове нападение, като състезателите се подреждат в права линия и правят кътове, като целта им е да се освободят от пазещия ги защитник и да получат диска. Обикновено подреждането е в средата на игрището, за да може да се освободят две зони за кътърите.

#### Хоризонтално подреждане
При това нападение трима хендлъри се подреждат по широчина на игрището, а четирима кътъри са по-напред, което им позволява да правят кътове напред или назад в терена. Тази формация на нападението предразполага за по-голямо разнообразие в нападението спрямо вертикалното подреждане.

### Защита
В зависимост от вида на нападението се прилагат разнообразни тактики за защита. Главните видове са персонална или зонова защита, както и смесица между двете. Отделно има доста различни подварианти на всяка от тях, особено при зоновия тип защита.

#### Форс (Force)
Един от основните принципи на защита е т.нар. „Форс“ (на английски: force). Защитник (на английски: marker) блокира едната страна на хендлъра, отрязвайки му достъпа до половината игрище. По този начин той бива принуден да подава в другата част на терена, която е свободна (на английски: force side). Ако защитниците прилагат персонална защита, те застават именно от тази страна, в която вероятността да се направи кът е много голяма. Другата страна на игрището, която се пази от маркера, се нарича страна за пробив (на английски: break side), защото хендлърът трябва да пробие форса, за да подаде там.

#### Персонална защита
Възможно най-простата защитна тактика. Всеки защитник пази персонално човек от противниковия отбор и трябва да следва неговите движения, за да не му позволи да получи диска.

#### Зонова защита
Вместо да пазят всеки от нападателите персонално, защитниците пазят части от терена зоново. Този подход се използва по-често при хоризонтално подреждане на нападението, както и при по-лоши метеорологични условия като вятър, дъжд или сняг. При зоновата защита се пазят по-лесно и дълги пасове.

## „Духът“ на играта
Главната цел на играта е забавлението.

От самото си създаване спортът се играе без рефери и се разчита на честната игра и преценка на всеки играч, поддържайки по този начин „духа“ на играта (на английски: spirit of the game).

Златно правило е: „Дръж се с другите както искаш и те да се държат с теб“. „Духът“ на играта черпи сила от взаимоуважението между играчите. Когато даден играч постъпва честно в спорни ситуации той печели респекта и уважението на останалите състезатели на терена. В резултат на тази философия до момента няма нито едно регистрирано сбиване на мач по Ултимейт в целия свят.
В някои турнири се включва специална отборна награда – „Духът“ на играта, която се връчва след гласуване от всички участници.

## Ултимейт в България
В България ултимейт се играе на любителско (непрофесионално) ниво, като спортът за пръв път навлиза през 2009 г.
Първият български отбор „Шопски отряд“ е създаден през 2010 г. в София.

Последователно през същата 2010 г. е създаден АУБГ (Благоевград), а през 2012 г. и вторият софийски отбор „Юнак“. През 2013 г. двата столични отбора се обединяват под името на първия софийски отбор – „Шопски отряд“. 

От 2011 г. отборите записват мачове помежду си, както и участия в редица международни турнири, а турнира „Диск на мира“ прави своя дебют.

През 2014 г. спорта е избран чрез онлайн гласуване и включен в кампанията на Нестле „Живей активно“.

### Правила
- Правила на Ултимейт (с изключение на Северна Америка)

### Ръководни структури
- Сайт на българската проектофедерация по летящ диск
- Световна федерация по летящ диск (WFDF) Архив на оригинала от 2020-09-28 в Wayback Machine.
- Европейска федерация по летящ диск (EFDF)

### Духът на играта
- Духът на играта (Spirit of the game)